# Takamasa Ōe
Takamasa Ōe (大江崇允?, Ōe Takamasa; 6 gennaio 1981) è uno sceneggiatore e regista giapponese noto per aver scritto il film Drive My Car (2021).

## Biografia
È nato nella prefettura di Osaka. Per la sua prima sceneggiatura a venire prodotta, quella del film Drive My Car (2021), ha ricevuto svariati premi e riconoscimenti internazionali, tra cui il Prix du scénario al Festival di Cannes e una candidatura all'Oscar alla miglior sceneggiatura non originale. Il film è tratto dall'omonimo racconto di Murakami proveniente dal libro Uomini senza donne (2014): essendo il racconto lungo appena 50 pagine a fronte delle tre ore di durata della pellicola, Ōe e il regista Ryūsuke Hamaguchi hanno dovuto espandere il materiale narrativo in fase di stesura, incorporando elementi dai racconti Shahrazād e Kino e ampliando il ruolo dello Zio Vanja di Čechov nella storia, meno centrale nel racconto e di cui invece il film cita interi passaggi.

## Filmografia parziale

### Sceneggiatore

#### Cinema
- Drive My Car (ドライブ・マイ・カー?), regia di Ryūsuke Hamaguchi (2021)

#### Televisione
- Il regista nudo (全裸監督?, Zenra kantoku) – serie TV, 8 episodi (2021)
- Gannibal (ガンニバル?) – serie TV, 7 episodi (2022-2023)
- La terra di Tanabata (七夕の国?, Tanabata no kuni) – serie TV, 10 episodi (2024)

### Regista
- Athlete: Ore ga kare ni oboreta hibi (アスリート 〜俺が彼に溺れた日々〜?) (2019)

## Riconoscimenti
- Premio Oscar
  - 2022 – Candidatura alla miglior sceneggiatura non originale per Drive My Car
- Premio BAFTA
  - 2022 – Candidatura alla miglior sceneggiatura non originale per Drive My Car
- Festival di Cannes
  - 2021 – Prix du scénario per Drive My Car
- Boston Society of Film Critics
  - 2021 – Miglior sceneggiatura per Drive My Car
- Chicago Film Critics Association
  - 2021 – Candidatura alla miglior sceneggiatura non originale per Drive My Car
- Los Angeles Film Critics Association
  - 2021 – Miglior sceneggiatura per Drive My Car
- National Society of Film Critics
  - 2022 – Miglior sceneggiatura per Drive My Car
- St. Louis Film Critics Association
  - 2021 – Candidatura alla miglior sceneggiatura non originale per Drive My Car